# Елизабет Ниче
Тереза Елизабет Александра Ниче (Рекен, 10. јул 1846 — Вајмар, 8. новембар 1935) је била сестра немачког филозофа Фридриха Ничеа. Сестра која је бринула да се сачува сећање на њеног брата је главни окривљени за фалсификовање дела филозофа након његове интелектуалне смрти. Позната је такође по имену које је имала од када је удата: Елизабет Ферстер-Ниче.

## Биографија
Млађа две године од Фридриха Ничеа, имала је исто лутеранско образовање као и њен брат. Са три године изгубила је оца који је био свештеник.
Елизабет је обожавала свог брата од најмлађих дана до те мере да јој је био прва љубав. Бринула се о његовој кући у Базелу и била поред њега када се разболео. Међу њима је постојало саучесништво и пријатељство које њихова мајка није могла да разуме. Њихова љубав је била толико јака да су око осме године Елизабет и Фридрих изјавили да ће се венчати када буду одрасли.
Биографи процењују да су брат и сестра почели да се удаљују једно од другог око 1878, у то време Ниче, док му је болест продужавала јаку психичку и моралну патњу, објављује Људски, сувише људски. Књига је настала у контакту и уз помоћ Пола Рее, и коју нико од блиских Ничеу не одобрава. Његова сестра је шокирана антихришћанском пропагандом свог брата коју просуђује вулгарном и нељудском.
1882, Елизабет удаљава Лу Андреас-Саломе од свог брата у коју је он био изузетно заљубљен. Касније, 1885, на његово велико разочарење, удаје се за активисту екстремне деснице, антисемита и бившег професора, Бернарда Ферстера. Пар жели да оснује колонију чисте аријевске расе у Парагвају која ће се звати Нуева Херманиа (Nueva Germania) која ће настати захваљујући имиграцијији десетине немачких породица. Али неуспех стварања колоније ће навести њеног мужа на самоубиство 1889. Елизабет одлучује да се врати дефинитивно у Немачку да би се бринула о свом брату који се разболео исте те године. Са својом мајком она се посвећује Фридриху који је остао само сенка ранијег себе.
1894. док је Фридрих у вегетативном стању, она креира документа која су фалсификација дела њеног брата. Међутим, овај рачун је сада оспорен недавним стипендијама. Покренуће велику кампању промоција Ничеовог дела и организовати путешествија којима ће људи пристизати из читаве Европе у Вајмар да би могли видети њеног брата који тако постаје туристичка атракција коју посећују да би се фотографисали са њим.
Али ће остати посебно у историји због подршке идеологијама нео-конзервативаца а касније нациста. 1930. придружује се Национал социјалистичкој немачкој радничкој партији. Служиће толико тадашњем режиму да ће и сам Хитлер 1935. допутовати на њен погреб.